# Josef Laßl
Josef Laßl (auch Lassl; * 17. März 1915 in Nöstlbach-St. Marien; † 13. April 1977 in Linz) war ein österreichischer Journalist, Musik- und Literaturkritiker sowie Lyriker und Schriftsteller. Er war der erste Preisträger des Georg-Trakl-Preises für Lyrik, Ehrenprofessor sowie ordentliches Mitglied des Adalbert-Stifter-Instituts.

## Leben
Laßl war Schüler des Humanistischen Gymnasiums in Linz und Student der Universität Wien, an der er zum Doktor der Philosophie promovierte.
Nach dem Zweiten Weltkrieg und seiner Kriegsgefangenschaft war der Spätheimkehrer als Schriftsteller in Salzburg, Wien und Linz tätig. Im besetzten Nachkriegsösterreich wurde er in Salzburg Abteilungsleiter des US-amerikanisch kontrollierten Radiosenders Rot-Weiß-Rot.
Zuletzt war Laßl als Kulturredakteur der Oberösterreichischen Nachrichten tätig.

## Schriften (Auswahl)
- Dichtung und Gesellschaft : Aufsätze zur Literatursoziologie. 1966.
- Literarisches Oberösterreich : Versuch einer Oberschau und Wertung. 1971.
- Das kleine Bruckner-Buch. Rowohlt Verlag, 1980.

## Hörspiele
- 1964: Dunkler Morgen. Ein Hörspiel um den französischen Fliegerdichter Antoine de Saint-Exupéry – Regie: Hans Krendlesberger (Original-Hörspiel – ORF Oberösterreich)[1]
- 1974: Die Bühne als sensationelle Anstalt – Regie: Ferry Bauer (Originalhörspiel – ORF Oberösterreich)[2]

## Auszeichnungen
- Georg-Trakl-Preis für Lyrik (1952)
- Max-Reinhardt-Medaille des Landes Salzburg